# Cantone di Remich
Il Cantone di Remich è un cantone del Lussemburgo sudorientale, compreso nel distretto di Grevenmacher. Confina con il cantone di Grevenmacher a nord, con i Länder tedeschi della Renania-Palatinato (circondario di Treviri-Saarburg) e della Saarland (circondario di Merzig-Wadern) ad est, con la Francia (dipartimento della Mosella in Lorena) a sud e con i cantoni di Esch-sur-Alzette e Lussemburgo ad ovest. 
Il capoluogo è Remich. La superficie è di 128 km² e la popolazione nel 2005 era di 17 282 abitanti (135 ab./km²). 
Comprende 8 comuni:
- Bous
- Dalheim
- Lenningen
- Mondorf-les-Bains
- Remich
- Schengen
- Stadtbredimus
- Waldbredimus